# Адлер, Кароль
Кароль Адлер (словац. Karol Adler; 20 марта 1910, Колта — 20 декабря 1944, Добшина) — словацкий антифашист и партизан еврейского происхождения.

## Биография
До войны работал зуботехником в Левоче, Левицах и Попраде. В 1939 году ушёл в партизанское подполье после оккупации Чехословакии и провозглашении марионеточного Первого Словацкого государства.
В 1944 году после начала Словацкого национального восстания Адлер возглавил группу партизан, которая отлавливала полицаев и словацких фашистов. Во второй половине октября 1944 года, когда немцы стали подавлять словацкое движение, ушёл в Добшиню, где продолжил бои. Возглавлял партизанскую бригаду капитана Налепки. В конце 1944 года сражался в составе партизанской бригады Ракоши, а позднее и в составе партизанского отряда Шандора Петёфи, который возглавил после смерти Золтана Грубича.
В середине декабря Кароль попал в немецкий плен и 10 декабря после пыток был повешен. Перед смертью он произнёс: «Я умираю, зато вас много» (словац. Ja umieram, ale vás je veľa). После смерти его отрядом продолжил командовать Йозеф Фабры.

## Память
В Добшине была установлена мемориальная доска в память об Адлере. В 1964 году посмертно он был произведён в капитаны армии ЧССР и награждён чехословацким Орденом Красной Звезды. В братиславском квартале Дубравка его имя носит улица.